# FBXO2
FBXO2‏ (F-box protein 2) هوَ بروتين يُشَفر بواسطة جين FBXO2 في الإنسان.